# Peer (België)
Peer is een stad in de Belgische provincie Limburg. De stad heeft ruim 16.000 inwoners. Peer is de hoofdplaats van het kieskanton Peer en behoort tot het gerechtelijk kanton Houthalen-Helchteren.

## Toponymie
De naam Peer werd voor het eerst vermeld in het Liber Aureus, waarin mogelijk een document uit 725 is overgeschreven, waarin de Heilige Willibrord zijn testament opmaakt. Peer komt daarin voor als Pedero. Latere schrijfwijzen zijn Pirgus (1135) en Pyra (1178).
Dit is afkomstig van pirgus (betekent verharde weg). Andere bronnen geven dan weer aan dat de naam afkomstig zou zijn van Perre of Parre, wat "omheinde plaats" betekent.

## Geschiedenis

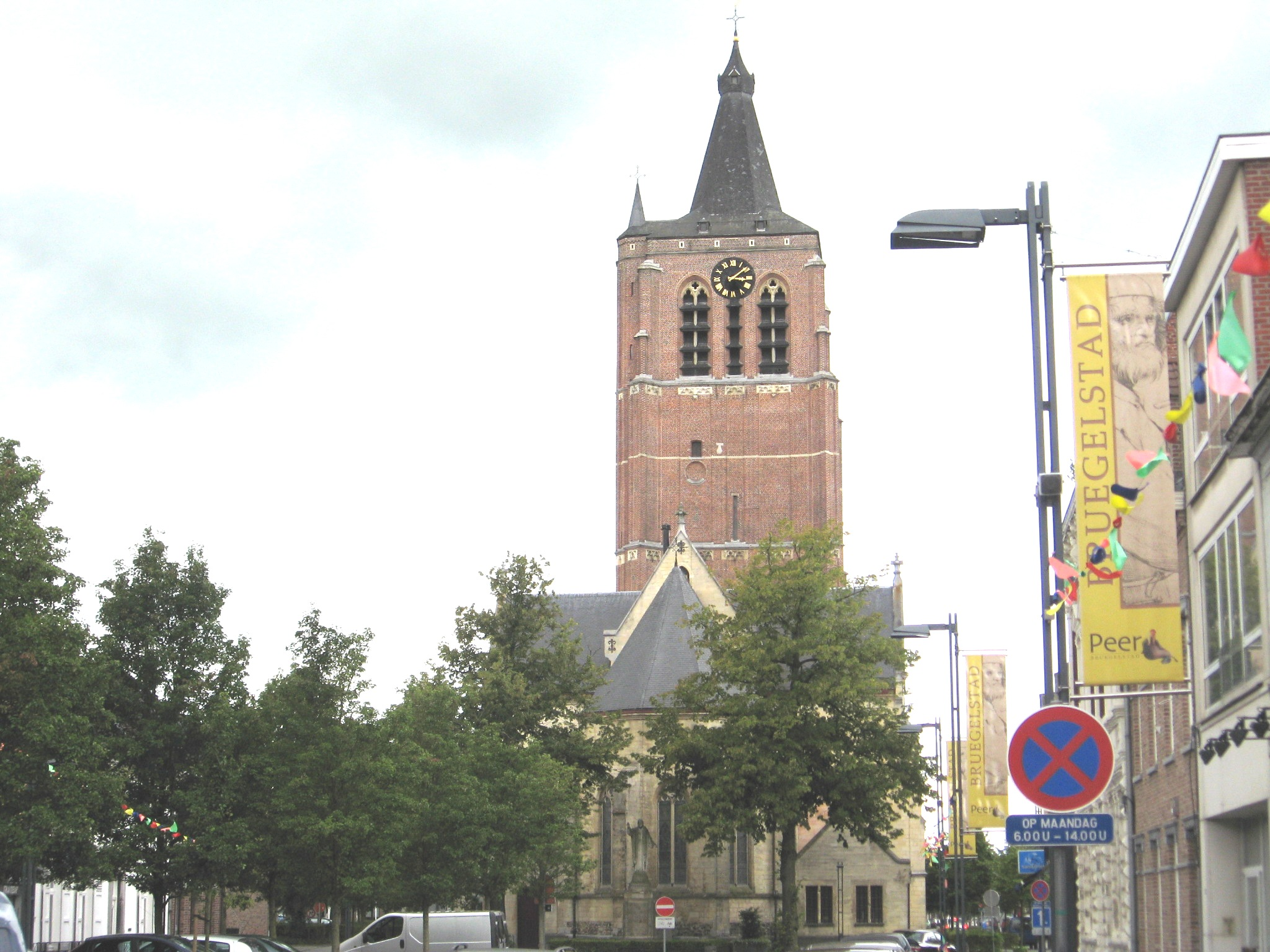
Sint-Trudokerk

In de gehuchten Heihuiskens, Kloosterbos en Maarlo werden grafheuvels uit de ijzertijd onderzocht. Doch ook van het neolithicum zijn vondsten bekend.
Vermoedelijk was Peer een belangrijk Frankisch domein, toebehorend aan de Pepiniden. In de loop van de 8e eeuw werd het, mogelijk door Pepijn van Herstal, geschonken aan de Abdij van Sint-Truiden. De graven van Loon, die aangesteld waren als voogd, streefden ernaar om steeds meer recht op het gebied te doen gelden, en in elk geval in 1259 behoorde Peer toe aan Loon, om in 1366 over te gaan naar het Prinsbisdom Luik. Het gebied werd in leen uitgegeven. De heerlijke rechten vielen in de 14e en 15e eeuw toe aan de familie Van der Mark, en daarna De Brimeu (1475), Van Gavere-Diepenbeek (1537-1602), Van Gavere-Fresin (1602-1692), Van Gavere-Aiseau en Van Arberg-Valengin (1692-1795). In 1623 werd de heerlijkheid Peer door Keizer Ferdinand II verheven tot graafschap. Het Kasteel van Peer heeft bestaan van omstreeks 1300 tot eind 15e eeuw. In 1950 werden de laatste bovengrondse sporen uitgewist.
Peer was een van de Goede Steden van het prinsbisdom Luik, die de stadstitel ontving op 9 februari 1367. Omstreeks dezelfde tijd werden versterkingen aangelegd, en omstreeks 1473 hadden ze een omtrek van 1700 meter. De stadsmuur was vrijwel cirkelrond. Omstreeks 1573 werd de vervallen versterking gemoderniseerd wegens aanhoudend oorlogsgeweld, en na de stadsbrand van 1619 werd een nieuwe muur gemetseld. Er waren drie stadspoorten, de Oude Poort richting Bree, de Kerkepoort richting Wijchmaal, en de Nieuwe Poort richting Grote-Brogel. Vanaf 1707 werd de muur geleidelijk geslecht: men gebruikte de stenen ervan. Omstreeks 1817 verdwenen ook de stadspoorten, terwijl van 1844-1850 ook de grachten gedempt werden.
De stadsfunctie hield in dat er een weekmarkt en een aantal jaarmarkten werden gehouden.
De stad kende veel krijgsgeweld: In 1394 en 1406, en op 13 mei 1483 vond een moordpartij plaats, toen de heer van Peer, Willem I van der Marck Lumey een oorlog uitvocht tegen Johan van Horne, prins-bisschop van Luik. De burgers hadden zich verschanst in de kerktoren, maar door een list verlieten ze de toren, waarna ze werden gevangengenomen en afgeslacht. Er vielen 1500 doden en Peer werd platgebrand.
Ook de Tachtigjarige Oorlog bracht veel ellende, in 1572 waren het de Oostenrijkse troepen, in 1599 staken muitende Spaanse troepen de kerk in brand. In 1619 volgde een stadsbrand ten gevolge van blikseminslag. De Slag van Sint-Nicolaasdag 1648, van burgers tegen Lotharingse troepen, leidde tot een aantal gesneuvelde inwoners, en in 1654 waren het opnieuw de Lotharingse troepen die de stad belaagden. Daarna ging het door met Franse, Hollandse, Oostenrijkse troepen en dergelijke.
Op 18 november 1798 was Peer in handen van de brigands van de Boerenkrijg, doch dezen werden snel verslagen.
Kerkelijk behoorde Peer met wijde omgeving (Ochinsala) tot de Abdij van Sint-Truiden, en in 1107 werd de kerk voor het eerst vermeld. Tussen 1107 en 1178 splitsten Eksel en Helchteren zich hiervan af als zelfstandige parochies; kort na 1249 volgde Grote-Brogel, inclusief Erpekom. In 1608 splitste ook Wijchmaal zich af, in 1851 volgde Linde en in 1966 ook Wauberg.
Het Agnetenklooster werd omstreeks 1430 gesticht en bleef bestaan tot einde 18e eeuw. In 1872 kwamen de Zusters van Maria naar Peer, en zij stichtten in enkele overgebleven gebouwen van het voormalige Agnetenklooster een bewaarschool en een Franse school. In 1942 kwam daarbij een huishoudschool en in 1959 een Humaniora.
In 1970 werd de gemeente uitgebreid met Kleine-Brogel, en in 1976 volgden Grote-Brogel en Wijchmaal.

## Geografie

### Kernen
De fusiegemeente telt naast Peer zelf nog drie deelgemeenten. In 1971 werd Kleine-Brogel bij Peer gevoegd en in 1977 werden de andere deelgemeenten bij Peer gevoegd. Erpekom is een landelijk kerkdorp van Grote-Brogel. Deelgemeente Peer telt zelf nog twee kerkdorpen: Linde en Wauberg.

### Deelgemeenten
| # | Naam          | Opp. (km²) | Inwoners (2020) | Inwoners per km² | NIS-code |
| - | ------------- | ---------- | --------------- | ---------------- | -------- |
| 1 | Peer          | 45,35      | 8.742           | 193              | 72030A   |
| 2 | Kleine-Brogel | 9,73       | 1.797           | 185              | 72030B   |
| 3 | Grote-Brogel  | 20,15      | 2.764           | 137              | 72030C   |
| 4 | Wijchmaal     | 12,00      | 2.995           | 250              | 72030D   |

## Demografie

### Demografische ontwikkeling voor de fusie
- Bronnen:NIS 1831 t/m 1970=volkstellingen

### Demografische ontwikkeling van de fusiegemeente
Alle historische gegevens hebben betrekking op de huidige gemeente, inclusief deelgemeenten, zoals ontstaan na de fusie van 1 januari 1977.
- Bronnen:NIS, Opm:1831 tot en met 1981=volkstellingen; 1990 en later= inwonertal op 1 januari

| Inwoners van jaar tot jaar op 1 januari 1992 tot heden | Inwoners van jaar tot jaar op 1 januari 1992 tot heden | Inwoners van jaar tot jaar op 1 januari 1992 tot heden |
| jaar                                                   | Aantal                                                 | Evolutie: 1992=index 100                               |
| ------------------------------------------------------ | ------------------------------------------------------ | ------------------------------------------------------ |
| 1992                                                   | 13.851                                                 | 100,0                                                  |
| 1993                                                   | 14.055                                                 | 101,5                                                  |
| 1994                                                   | 14.318                                                 | 103,4                                                  |
| 1995                                                   | 14.622                                                 | 105,6                                                  |
| 1996                                                   | 14.767                                                 | 106,6                                                  |
| 1997                                                   | 14.801                                                 | 106,9                                                  |
| 1998                                                   | 14.960                                                 | 108,0                                                  |
| 1999                                                   | 15.081                                                 | 108,9                                                  |
| 2000                                                   | 15.251                                                 | 110,1                                                  |
| 2001                                                   | 15.347                                                 | 110,8                                                  |
| 2002                                                   | 15.521                                                 | 112,1                                                  |
| 2003                                                   | 15.533                                                 | 112,1                                                  |
| 2004                                                   | 15.607                                                 | 112,7                                                  |
| 2005                                                   | 15.723                                                 | 113,5                                                  |
| 2006                                                   | 15.810                                                 | 114,1                                                  |
| 2007                                                   | 15.943                                                 | 115,1                                                  |
| 2008                                                   | 15.998                                                 | 115,5                                                  |
| 2009                                                   | 16.098                                                 | 116,2                                                  |
| 2010                                                   | 16.157                                                 | 116,6                                                  |
| 2011                                                   | 16.168                                                 | 116,7                                                  |
| 2012                                                   | 16.194                                                 | 116,9                                                  |
| 2013                                                   | 16.230                                                 | 117,2                                                  |
| 2014                                                   | 16.185                                                 | 116,9                                                  |
| 2015                                                   | 16.284                                                 | 117,6                                                  |
| 2016                                                   | 16.312                                                 | 117,8                                                  |
| 2017                                                   | 16.427                                                 | 118,6                                                  |
| 2018                                                   | 16.406                                                 | 118,4                                                  |
| 2019                                                   | 16.357                                                 | 118,1                                                  |
| 2020                                                   | 16.298                                                 | 117,7                                                  |
| 2021                                                   | 16.421                                                 | 118,6                                                  |
| 2022                                                   | 16.449                                                 | 118,8                                                  |
| 2023                                                   | 16.534                                                 | 119,4                                                  |
| 2024                                                   | 16.585                                                 | 119,7                                                  |
| 2025                                                   | 16.685                                                 | 120,5                                                  |

## Politiek

### Structuur
De gemeente Peer ligt in het kieskanton Peer en het provinciedistrict Peer, het kiesarrondissement Hasselt-Tongeren-Maaseik (identiek aan de kieskring Limburg).
| Peer             | Peer             | Supranationaal         | Nationaal                         | Nationaal          | Gemeenschap       | Gewest            | Provincie         | Arrondissement           | Provinciedistrict | Kanton          | Gemeente        |
| ---------------- | ---------------- | ---------------------- | --------------------------------- | ------------------ | ----------------- | ----------------- | ----------------- | ------------------------ | ----------------- | --------------- | --------------- |
| Administratief   | Niveau           | Europese Unie          | België                            | België             | Vlaanderen        | Vlaanderen        | Limburg           | Maaseik                  | Maaseik           | Maaseik         | Peer            |
| Administratief   | Bestuur          | Europese Commissie     | Belgische regering                | Belgische regering | Vlaamse regering  | Vlaamse regering  | Deputatie         | Deputatie                | Deputatie         | Deputatie       | Gemeentebestuur |
| Administratief   | Raad             | Europees Parlement     | Kamer van volksvertegenwoordigers | Vlaams Parlement   | Vlaams Parlement  | Vlaams Parlement  | Provincieraad     | Provincieraad            | Provincieraad     | Provincieraad   | Gemeenteraad    |
| Kiesomschrijving | Kiesomschrijving | Nederlands Kiescollege | Kieskring Limburg                 | Kieskring Limburg  | Kieskring Limburg | Kieskring Limburg | Kieskring Limburg | Hasselt-Tongeren-Maaseik | Peer              | Peer            | Peer            |
| Verkiezing       | Verkiezing       | Europese               | Federale                          | Federale           | Vlaamse           | Vlaamse           | Provincieraads-   | Provincieraads-          | Provincieraads-   | Provincieraads- | Gemeenteraads-  |

### Geschiedenis

#### (Voormalig) Burgemeesters
| Tijdspanne | Tijdspanne   | Burgemeester                   |
| ---------- | ------------ | ------------------------------ |
|            | ? - 1980     | Jef Dupont (CVP)               |
|            | 1980 - 2012  | Theo Kelchtermans (CVP / CD&V) |
|            | 2013 - heden | Steven Matheï (CD&V)           |

#### Resultaten gemeenteraadsverkiezingen sinds 1976
| Partij of kartel     | Partij of kartel                       | 10-10-1976 | 10-10-1976 | 10-10-1982 | 10-10-1982 | 9-10-1988 | 9-10-1988 | 9-10-1994 | 9-10-1994 | 8-10-2000 | 8-10-2000 | 8-10-2006 | 8-10-2006 | 14-10-2012 | 14-10-2012 | 14-10-2018 | 14-10-2018 | 13-10-2024 | 13-10-2024 |
| Stemmen / Zetels     | Stemmen / Zetels                       | %          | 21         | %          | 23         | %         | 23        | %         | 23        | %         | 25        | %         | 25        | %          | 25         | %          | 25         | %          | 25         |
| -------------------- | -------------------------------------- | ---------- | ---------- | ---------- | ---------- | --------- | --------- | --------- | --------- | --------- | --------- | --------- | --------- | ---------- | ---------- | ---------- | ---------- | ---------- | ---------- |
|                      | CVP1 / CD&V+N-VAB / CD&V2              | 55,041     | 13         | 55,811     | 14         | 59,061    | 17        | 60,551    | 16        | 53,461    | 15        | 46,13B    | 14        | 38,522     | 11         | 50,72      | 16         | 59,02      | 16         |
|                      | VU1 / CD&V+N-VAB / N-VA2/PeerdeKrachtA | 27,511     | 6          | 25,531     | 6          | 22,641    | 5         | 4,981     | 0         | -         |           | 46,13B    | 14        | 22,142     | 6          | 14,62      | 4          | 29,9A      | 7          |
|                      | SP1 / sp.a2 / Speer3/PeerdeKrachtA     | 4,811      | 0          | 7,291      | 1          | 6,51      | 0         | 12,21     | 2         | 14,81     | 3         | 14,842    | 3         | 11,452     | 2          | 7,23       | 1          | 29,9A      | 7          |
|                      | APPEL/PeerdeKrachtA                    | -          |            | -          |            | -         |           | -         |           | -         |           | -         |           | 21,64      | 5          | 15,3       | 4          | 29,9A      | 7          |
|                      | Puur Peer                              |            |            |            |            |           |           |           |           |           |           |           |           |            |            |            |            | 11,1       | 2          |
|                      | PeerPlus                               | -          |            | -          |            | -         |           | -         |           | -         |           | 9,53      | 2         | 6,25       | 1          | 4,3        | 0          |            |            |
|                      | PVV1 / NIEUW2 / NPD3 / VLD4            | 12,631     | 2          | 11,361     | 2          | 9,461     | 1         | 20,492    | 5         | 23,493    | 6         | 14,694    | 3         | -          |            | -          |            | -          |            |
|                      | Vlaams Blok1 / Vlaams Belang2          | -          |            | -          |            | -         |           | -         |           | 8,241     | 1         | 14,802    | 3         | -          |            | -          |            | -          |            |
|                      | Anderen (*)                            | -          |            | -          |            | 2,34      | 0         | 1,78      | 0         | -         |           | -         |           | -          |            | 2,2        | 0          | -          |            |
| Totaal stemmen       | Totaal stemmen                         | 7100       | 7100       | 8231       | 8231       | 9110      | 9110      | 9896      | 9896      | 10791     | 10791     | 11664     | 11664     | 11714      | 11714      | 12029      | 12029      | 7869       | 7869       |
| Opkomst %            | Opkomst %                              |            |            |            |            | 98,64     | 98,64     | 96,47     | 96,47     | 95,6      | 95,6      | 96,17     | 96,17     | 93,73      | 93,73      | 95,3       | 95,3       | 62,7       | 62,7       |
| Blanco en ongeldig % | Blanco en ongeldig %                   | 2,56       | 2,56       | 4,22       | 4,22       | 4,36      | 4,36      | 4,58      | 4,58      | 4,46      | 4,46      | 4,41      | 4,41      | 4,35       | 4,35       | 5,6        | 5,6        | 1,6        | 1,6        |

Opmerking: De zetels van de gevormde coalitie staan vet gedrukt. De grootste partij staat in kleur.
(*) 1988: OVP / 1994: AOV / 2018: Peer Vooruit

## Bezienswaardigheden

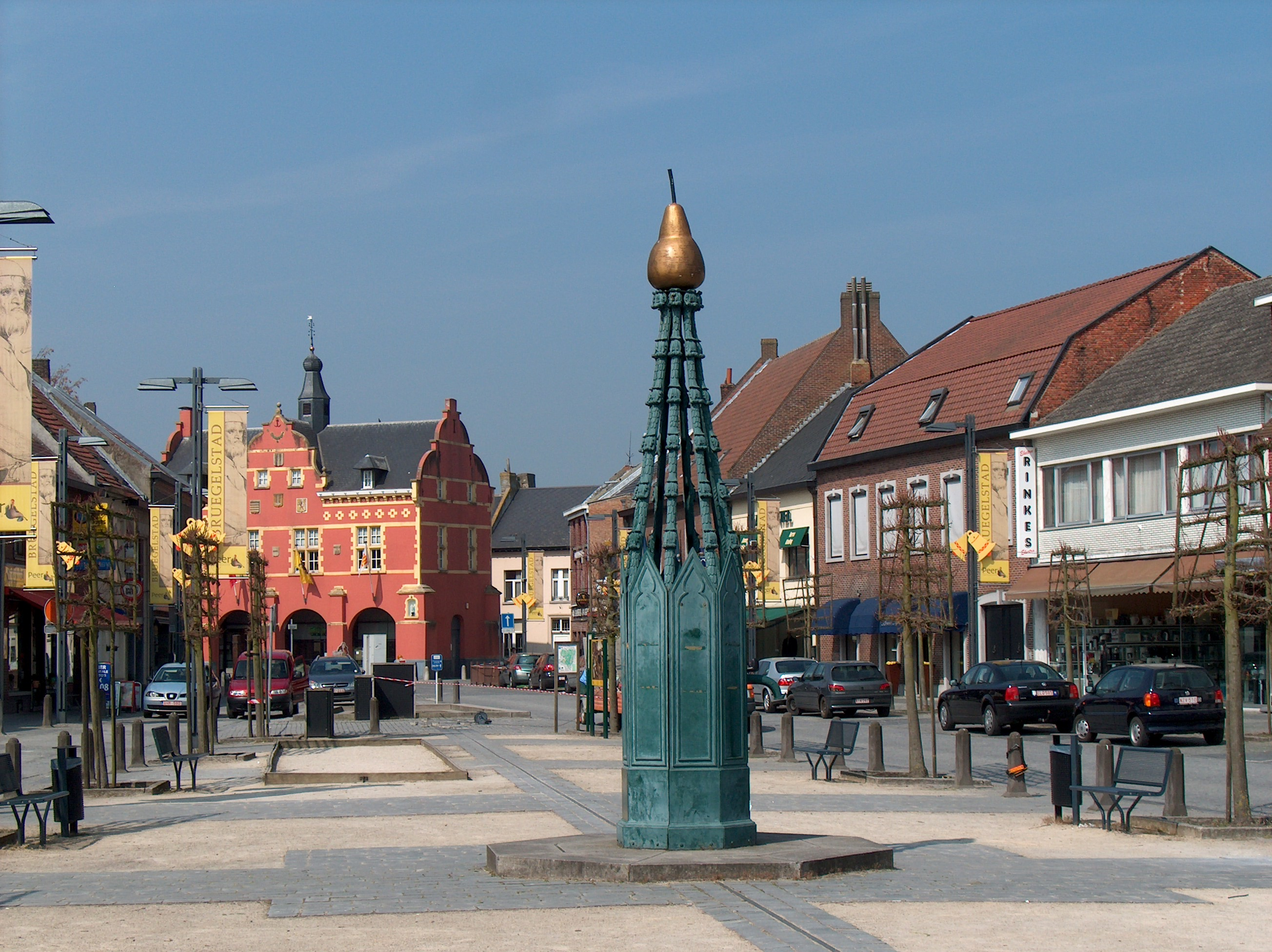
Markt van Peer, met de pomp op de voorgrond en het voormalig stadhuis op de achtergrond

- De Markt (voorheen: Dries), een driehoekig plein, waarop zich de stadspomp en de kiosk bevindt. Tot 1767 was hier een poel die als wasplaats en drenkplaats voor het vee diende. In 1995 werden hier fonteinen aangebracht. Om de Markt waren ook diverse stadsboerderijen gegroepeerd, waarvan de ingangspoorten nog zichtbaar zijn. Later werd de bebouwing meer aaneengesloten en ontstond een reeks statige huizen uit de 19e en begin 20e eeuw, waarvan een aantal een oudere kern hebben. De Markt wordt gedomineerd door het voormalig stadhuis.
- De gietijzeren stadspomp, uit 1845, vervaardigd door de Forges et Fonderies de la Campine te Herentals en gekroond door een vergulde peer.
- De Sint-Trudokerk met een toren uit 1422. In de kerk staan zeer oude beelden. In de toren bevindt zich een beiaard met 64 klokken. Met zijn 64 meter is de Peerse kerktoren de grootste van Noord-Limburg en omstreken. De toren kan worden beklommen, waarbij een collectie kerkschatten, de beiaard en het uurwerk van nabij te bezichtigen is.
- Het voormalig stadhuis in Maaslandse renaissancestijl uit 1637, aan de Markt.
- De Deusterkapel, een 17e-eeuwse kapel ten zuidoosten van Peer.

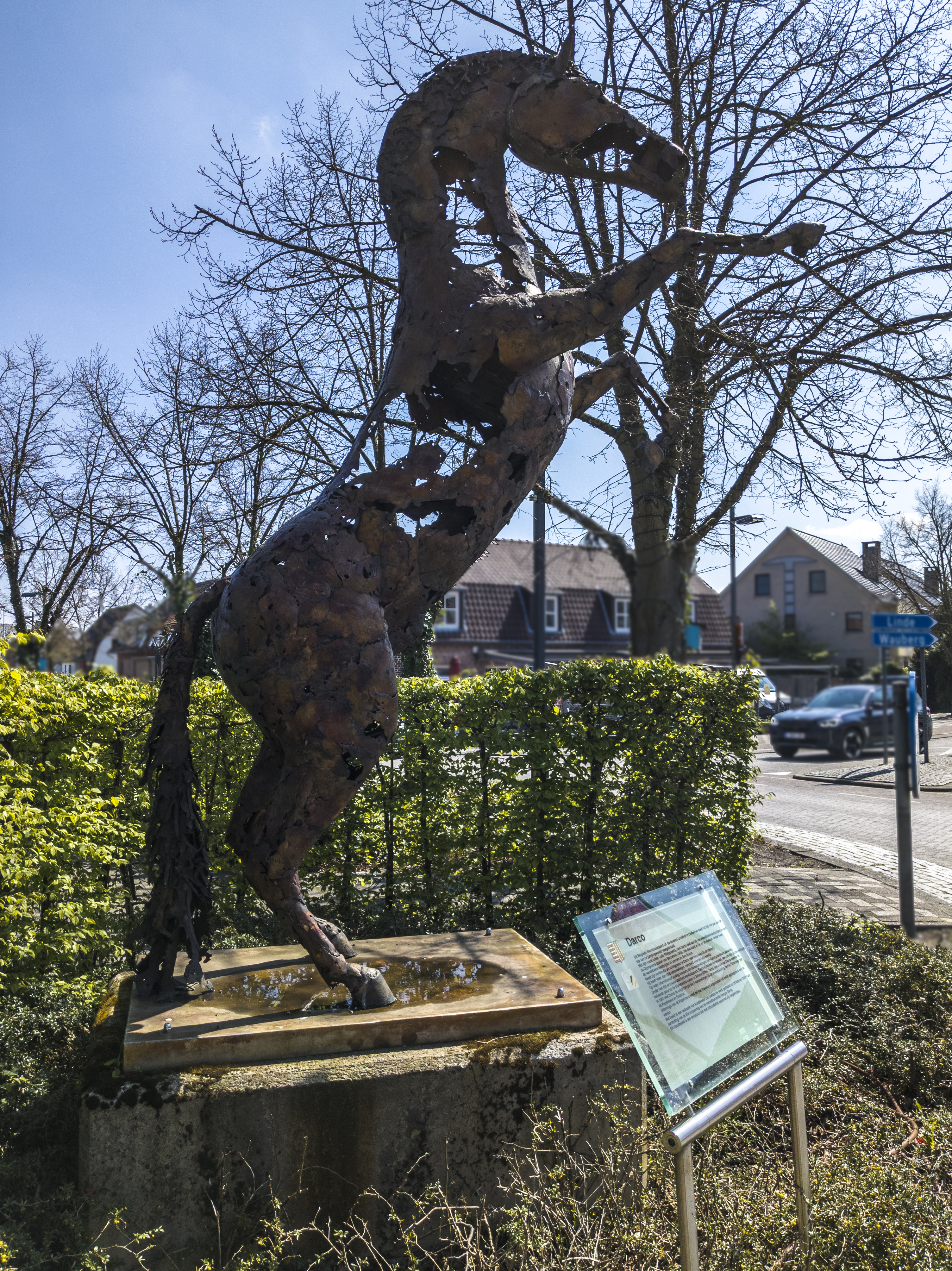
Darco door Leo Camps

- Darco door Leo CampsDarco, het paard waar Ludo Philippaerts grote successen mee behaalde, is vereeuwigd in een bronzen beeld. Dit 3,5 meter hoge bronzen beeld (op ware grootte!) werd in 2005 vervaardigd door Leo Camps en bevindt zich op de rotonde Burkel/Oudestraat.
- Stadspark "De Perre", aangelegd in 2003 en 1 ha groot. Heeft voorzieningen voor alle leeftijdsgroepen.

## Cultuur
- Peer Speelt een openluchtspellenbeurs die sinds 2022 in het stadscentrum van Peer wordt gehouden op de laatste zondag van mei.

### Musea
- Het Bruegelmuseum, aan Markt 15.
- Het Dulle Grietmuseum werd in 2018 stopgezet, ging voornamelijk over vroegere landbouwpraktijken.
- Het Museum voor muziekinstrumenten werd in 2014 stopgezet maar bevatte een collectie instrumenten uit de middeleeuwen, renaissance en barok.[6]
- Het Armand Preud'homme-museum werd in 2018 stopgezet. Bevatte herinneringen aan de Peerse componist Armand Preud'homme (1904-1986). In zijn woonhuis vond men onder meer zijn vleugelpiano, partituren van zijn bekendste operettes, en geschriften.
- Het Museum van de Koninklijke Harmonie van Peer
- Het Kleine-Brogel Air museum, gelegen op de Vliegbasis Kleine-Brogel

### Muziek
- Belgium Rhythm 'n' Blues Festival sinds 2022 Blues Peer genaamd.
- Moodstock

## Economie
Een deel der bevolking leefde vanouds van de landbouw, waarbij een aantal hofsteden zich nog lange tijd in de stad bevonden. De beperkte stadsrechten, in 1367 toegekend, leidden tot bedrijvigheid ten gevolge van de markten en andere streekfuncties. Reeds in 1385 werd het Peerder bier genoemd en de stad kende soms wel twaalf -zij het kleinschalige- brouwerijen. In de 19e eeuw kende men nog de brouwerij De Noordstar en de jeneverstokerij Wilsens. Tussen de 14e en de 16e eeuw kende men nog de wol- en lakennijverheid, de leder- en koperbewerking en de vervaardiging van landbouwgereedschap. Ook schoenmakers waren actief en tot in de 18e eeuw waren er leerlooierijen. Door de oorlogen verviel het stadje na de 16e eeuw echter. In de 18e eeuw waren er enkele zilversmeden.
Na 1830 ontstonden enkele sigarenfabrieken, vooral door Nederlanders gesticht, zoals Jan Hoefnagels (1832-1866), Michel Cremers-Vanmierloo (1867-1916), Louis Frans Claes (tot 1876), Arnold Verschueren (vanaf 1864), en Gustave Evers (omstreeks 1881). J. Gelders & Comp begon in 1913, om in 1914 haar naam te veranderen in: Fabrique Nationale de Cigares (F.N.C.). Dit bedrijf bleef tot 1942 actief. Jozef Huyskens begon in 1920 en ging door tot kort na 1945.
Center Parcs Erperheide, het eerste Belgische vakantiepark van aanbieder Center Parcs, staat in de gemeente.

## Sport
Ieder jaar in juli, van 1945 tot en met 2013, werd er in het centrum van Peer een na-Tour criterium georganiseerd, de Nacht van Peer. Verder wordt er al sinds het begin van de 20ste eeuw in Peer gevoetbald, eerst in de buurt van Peer-centrum, daarna verspreidde de sport zich naar elke deelgemeente. Nu nog telt Peer vijf voetbalclubs die verspreid liggen over het hele grondgebied: Peer SV, Sporting Wijchmaal, Racing Peer, Sporting Grote-Brogel en SV Breugel. In de voorbereiding op het nieuwe seizoen strijden deze clubs elk jaar opnieuw voor de Beker van Peer. Ook zijn er nog een veelvoud aan sporten te beoefenen in het Sportcentrum de Deuster, of daarbuiten in bijvoorbeeld de Bruegelhoeve, een van de vijf Sporthallen, of een van de drie Finse pistes.
In Peer bevindt zich ook Snow Valley, een van Europa's grootste overdekte indoor skipistes. Ook is er een wielerpiste en een fitometer.

## Bekende personen geboren in of woonachtig geweest in Peer
- Armand Preud'homme (1904-1986), componist
- Bert Drees (1916-2010), eerste voorzitter Katholieke Werklieden Bond (K.W.B.)
- Lambert Kelchtermans (1929-2021), politicus
- Steven Wilsens (1937-2023), cartoonist en illustrator
- Jean-Marie Brouyère (1943-2009), striptekenaar, scenarioschrijver
- Salim Seghers (1948), zanger
- Wouter Lenaerts (1981), componist, dirigent en pianist
- Anneleen Lenaerts (1987), harpiste
- Thomas Azevedo (1991), voetballer
- Siebe Schrijvers (1996), voetballer

## Partnersteden
Peer is een partnerstad van:
- Parchim (Duitsland)
- Lalibela (Ethiopië)